# Anthophora strauchi
Anthophora strauchi är en biart som beskrevs av Fedtschenko 1875. Anthophora strauchi ingår i släktet pälsbin, och familjen långtungebin. Inga underarter finns listade i Catalogue of Life.